# Coupe des clubs champions européens féminine de handball 1965-1966
Navigation
Coupe des clubs champions 1964-1965 Coupe des clubs champions 1966-1967
La Coupe des clubs champions européens féminin de handball 1965–1966 est la 6e édition de la plus grande compétition européenne des clubs féminins de handball, organisée par l’IHF. Elle s'est tenue du 11 décembre 1965 au 16 avril 1966. 
On peut noter la première participation d'une équipe islandaise et bulgare. Le tenant du titre, le club danois du Copenhague, a de nouveau atteint la finale cette saison mais a été battu par le HC Leipzig. Il s'agissait du premier titre européen remporté par un club d'Allemagne de l'Est.

## Participants
| Équipe            | Parcours national               |
| ----------------- | ------------------------------- |
| SC Leipzig        | Champion d'Allemagne de l'Est   |
| Bayer Leverkusen  | Champion d'Allemagne de l'Ouest |
| Danubia Vienne    | Champion d'Autriche             |
| ES Colombes       | Champion de France              |
| Valur Reykjavik   | Champion d'Islande              |
| HV Swift Roermond | Champion des Pays-Bas           |
| IL Skogn          | Champion de Norvège             |
| Górnik Sonowietz  | Champion de Pologne             |
| Sparta Prague     | Champion de Tchécoslovaquie     |
| Trud Moscou       | Champion d'URSS                 |

| Équipe              | Parcours national                       |
| ------------------- | --------------------------------------- |
| HG Copenhague       | Champion du Danemark et tenant du titre |
| Budapesti Spartacus | Champion de Hongrie                     |
| VIF Dimitrov Sofia  | Champion de Bulgarie                    |

L'HG Copenhague et le Budapesti Spartacus sont exemptés de premier tour en tant que finalistes de l'édition précédente. Le VIF Dimitrov Sofia est quant à lui directement qualifié pour le tour final par tirage au sort.

## Résultats

### Premier tour
| Club            | Aller  | Total   | Retour  | Club             |
| --------------- | ------ | ------- | ------- | ---------------- |
| SC Leipzig      | 6 – 3  | 14 – 9  | 8 – 6   | Swift Roermond   |
| Valur Reykjavik | 11 – 9 | 23 – 21 | 12 – 12 | IL Skogn         |
| Danubia Vienne  | 6 – 10 | ? – ?   | ? – ?   | Bayer Leverkusen |
| Sparta Prague   | 10 – 4 | 15 – 14 | 5 – 10  | Górnik Sonowietz |
| Trud Moscou     | 19 – 9 | 28 – 18 | 19 – 9  | ES Colombes      |

### Quarts de finale
| Club                | Aller   | Total   | Retour | Club               |
| ------------------- | ------- | ------- | ------ | ------------------ |
| HG Copenhague       | 10 – 8  | 19 – 15 | 9 – 7  | Trud Moscou        |
| Sparta Prague       | 12 – 10 | 18 – 17 | 6 – 7  | Bayer Leverkusen   |
| Budapesti Spartacus | 5 – 8   | 18 – 10 | 13 – 2 | VIF Dimitrov Sofia |
| SC Leipzig          | 19 – 8  | 45 – 17 | 26 – 9 | Valur Reykjavik    |

### Demi-finales
| Club          | Aller  | Total  | Retour | Club                |
| ------------- | ------ | ------ | ------ | ------------------- |
| HG Copenhague | 10 – 3 | 16 – 8 | 6 – 5  | Sparta Prague       |
| SC Leipzig    | 10 – 4 | 15 – 9 | 5 – 5  | Budapesti Spartacus |

### Finale
| Club       | Aller | Total   | Retour | Club          |
| ---------- | ----- | ------- | ------ | ------------- |
| SC Leipzig | 7 – 6 | 17 – 11 | 10 – 5 | HG Copenhague |

## Les championnes d'Europe
| Champion d'Europe - Coupe des clubs champions féminine 1965–1966 SC Leipzig 1er titre |